# Willy de Vos

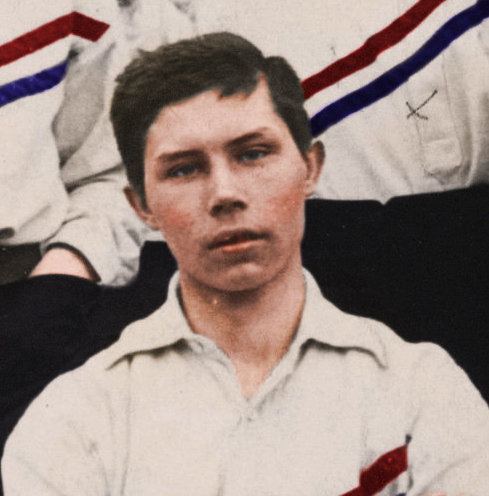
Willy de Vos
im Trikot der Nationalmannschaft 1905

Willem Hendrik „Willy“ de Vos (* 26. Januar 1880 in Geervliet; † 15. Juli 1957 in Dordrecht) war ein niederländischer Fußballspieler.

## Karriere

### Vereine
De Vos gehörte von 1900 bis 1910 dem in Dordrecht ansässigen Dordrechtsche Football Club als Mittelfeldspieler an.

### Nationalmannschaft
Für die Nationalmannschaft bestritt er zwei Länderspiele. Sein Debüt gab er am 30. April 1905 in Antwerpen beim 4:1-Sieg gegen die Nationalmannschaft Belgiens. Seinen letzten Einsatz als Nationalspieler hatte er am 15. Mai 1905 in Rotterdam bei einem 4:0-Sieg erneut gegen Belgien.